# Jasminocereus thouarsii
Jasminocereus thouarsii (F.A.C.Weber) Backeb. è una pianta succulenta della famiglia delle Cactacee endemica delle isole Galapagos. È l'unica specie nota del genere Jasminocereus.

## Descrizione
È una specie che cresce fino a 23 piedi. I fiori sono lunghi 5–11 cm, cerosi, bianchi e profumati. Essi sono costituiti da un lungo tubo che termina in bianco al verde oliva con semi neri.